# دراخووو
دراخووو (به لهستانی:  Drachowo) یک روستا در لهستان است که در گمینا نگخانووو واقع شده‌است. دراخووو ۱۱۰ نفر جمعیت دارد و ۱۲۲ متر بالاتر از سطح دریا واقع شده‌است.